# 定宜庄
定宜庄（1948年12月12日—），中国北京人，满族鄂谟拖氏，女性，清史、满族史学家。定宜庄本科毕业于北京师范大学历史系，硕士、博士毕业于中央民族学院，导师为王锺翰。她曾任中央民族学院历史系讲师、副教授，中国社会科学院历史研究所研究员、博士生导师，2012年退休。

## 生平
定宜庄的外祖母和母亲都是满族人。母亲定士安毕业于燕京大学，父亲是北京大学的教授。定宜庄小时候家住北京大学教职工住宿区中关园，她在北京大学校内长大。念小学时，她的外祖母坚持要她随母亲改姓，她因此改姓定。
文化大革命中，定宜庄的父亲被抓走。1968年，受她在北京101中学的密友鼓动，定宜庄决定同朋友一起去内蒙古锡林郭勒盟阿巴嘎旗白音图嘎公社乌格尔木大队插队。当时她还在读高一，上级还未安排她们一级的学生下乡。在内蒙古，她与牧民家庭同住，学会了蒙语。大队送她参加公社培训，她当上了赤脚医生。据她回忆，那时她的理想是到医学院上学，毕业后到医院当医生。后来，内蒙古自治区招收工农兵大学生，牧民推荐定宜庄给内蒙古医学院。尽管通过了审查，但是她的名额最后被粮食局局长的女儿顶替，定宜庄没有进入大学。
1974年，定宜庄回北京探亲时，得知北京市要从在内蒙古插队的北京知青里招收中学教员。为了返回北京，她报了名。虽然招收对象是读过高二、高三的知青，定宜庄仅仅读过高一，但她最后还是被选中，回到北京教书。由于嫌改作文麻烦，她在学校里教数学。回到北京后，她同男友结婚，男友是与她一同去内蒙古插队的知青。
1977年，高考恢复。由于孩子刚刚出生，定宜庄决定不参加这次高考。这次高考举行大约半年后，政府再次组织高考。她参加了1978年的这次高考，考入北京师范大学历史系，1982年本科毕业。据她回忆，在北师大读书时，世界史课程的老师建议她发挥懂蒙语、有内蒙古生活经验的特长。她因而把本科毕业论文的题目选为蒙古族对成吉思汗的祭祀与神化。北师大的教师觉得无力指导这个题目，就建议她自己到中央民族学院找蒙古史专家指导。定宜庄找到贾敬颜，完成了毕业论文。贾敬颜研究的蒙元史吸引了她。她本想报考贾敬颜的研究生，学习蒙古史，但是贾敬颜当时没有招生名额，她便改为报考满族史专业王锺翰的研究生。1982年，定宜庄考入中央民族学院，1985年获得硕士学位。硕士毕业后，她留校工作。工作一年后，她在职攻读博士学位，导师仍为王锺翰。1991年6月，定宜庄获得博士学位，成为中华人民共和国时代满族史专业的首位女博士。
定宜庄硕士毕业后便在中央民族学院历史系留校任教，曾任讲师、副教授。1993年，她调到中国社会科学院历史研究所工作，后来担任研究员、博士生导师。此外，她还在中央民族大学满学研究所任兼职研究员。

## 研究
定宜庄主要研究清史、满族史。她的代表作品有《清代八旗驻防研究》、《满族的妇女生活与婚姻制度研究》、与人合著的《辽东移民中的旗人社会》、《中国知青史：初澜》。其中，《清代八旗驻防研究》是她的博士学位论文。
1996年初，她到台湾参加中央研究院会议，首次接触口述史。1997年，她帮助游鉴明在中国大陆寻找到了几位20世纪30年代活跃的女性运动员，游鉴明在她的帮助下完成了口述史的工作。受此启发，她也开始从事口述史研究，以口述史研究旗人、北京。她出版的口述史作品有《最后的记忆：十六名旗人妇女的口述历史》、《老北京人的口述历史》等，此外合著有《口述史读本》。

## 備註
1. ↑  《中国当代教育名人大辞典》所载出生日期不同，为1949年12月16日[2]。《黑龙江民族丛刊》访谈文章《口述与文献的融通：满族史研究新体验——和定宜庄博士对话》的作者简介中称她出生于1950年[3]。
2. ↑  定姓为以名为姓。据定宜庄说，她的外祖母家并非皇族，也非贵族，是满族平民。[5]
3. ↑  2009年北方新闻网的文章称，1968年定宜庄启程下放插队时，她的母亲并未被抓起来[11]。2017年《新京报》的文章则称，1968年定宜庄去插队时父母都被送进了毛泽东思想学习班[12]。
4. ↑  根据资料。事情的起因是，北京市十几名四三派的中学生因为出身不好不能插队，因此打着一面红旗徒步前往内蒙古表忠心，希望得到插队机会；这批中学生在锡林浩特听说，前一批插队的知青抵达时，锡林郭勒盟阿巴嘎旗白音图嘎公社没有给乌格尔木大队分配知青，大队队长和牧民不满意，到公社和阿巴嘎旗讨说法。这批中学生来到阿巴嘎旗，请求到乌格尔木大队插队，获得批准。得到批准后，这批中学生派四人返回北京通知父母、带行李、迁户口。四人之一是定宜庄在101中最好的朋友，鼓动定宜庄一同去内蒙古插队。定宜庄的丈夫也是回京的四人之一。[11]
5. ↑  1974年定宜庄在北京探亲时，她在阿巴嘎旗的一位知青朋友给她写了一封信，说他和朋友聊天时谈论王洪文被追查，希望定宜庄帮忙，把事情承担下来，说定宜庄自己是消息来源。定宜庄担心此事影响自己返回北京，她听从朋友们的建议，先不声张此事，等到办妥回京手续再处理。为了稳妥，得知自己被选中后，定宜庄没有返回大队同牧民告别，而是托男友回去收拾行李。春节过后，组织派人到定宜庄所在的中学追查此案，她出示了朋友的信件，摆脱了麻烦。[11]